# Сагдиев, Хайрулла Хабибович
Хайрулла Хабибович Сагдиев (узб. Хайрулла Ҳабибович Саъдиев; род. 6 декабря 1940 года в Ташкенте) — советский и узбекский актёр театра и кино, народный артист Узбекской ССР (1990).

## Биография и карьера
Родился в Ташкенте в семье актёра Хабиба Сагдиева. После окончания школы поступил на актёрский факультет Ташкентского государственного театрально-художественного института им. Островского, осваивал актёрское мастерство под руководством Назиры Алиевой. После окончания института в 1963 году начал работать в ташкентском Театре имени Хамзы, сыграл роль в спектакле Зухура Кабулова «Булутлар тарқаганда». Впоследствии по совету Ташходжи Ходжаева переходит в театр юного зрителя, где работал до 1986 года.
Среди главных и просто заметных ролей, исполненных актёром в молодости и положительно оцененных аудиторией и театральной критикой — образы узбекского, общесоюзного и международного репертуара, в том числе Климка в постановке «Как закалялась сталь», Булат в «Кто виноват?», Али в «Али и Вали», Миша Додонов в «Ташкент — город хлебный», Олег Кошевой в «Молодой гвардии», Кот в «Коте в сапогах», д’Артаньян в «Трёх мушкетёрах», Хлестаков в «Ревизоре» и другие, в том числе, особо отмеченная театроведами за зрелость и естественность исполнения главная роль в пьесе «Шум-бола» («Озорник») по Гафуру Гуляму.
В 1986 году, уже став известным актёром, Хайрулла Сагдиев был приглашен в труппу вновь открытого Республиканского театра сатиры им. Абдуллы Каххара. Воплощал как лирико-драматические, так и комико-сатирические образы, включая Юсуфа в «Голосе из гроба» по Абдулле Каххару, Ошпаза в «Қовурилган ўрдак парвози», Учариддина в «Сабил қолди», Насреддина в «Гап эгасини топади», «Кулган етар муродга» и других постановках по тюркскому фольклору и другие роли.
С конца 1960-х годов артист также активно участвует как в адаптации театральных постановок для телевидения, так и в съемках непосредственно для телевидения и кинематографа. Снялся приблизительно в трёх десятках фильмов, в том числе исполнил заметные вспомогательные роли в таких известных на территории бывшего СССР детских фильмах, как «Как Хашим был большим» (1975; роль «взрослого» Хашима), «Акмаль, дракон и принцесса» (1981) и «Новые приключения Акмаля» (1983; волшебный садовник, он же «столетний старичок» Атаджан-ата) и «Приключения Арслана» (1988; роль Страха). Помимо этого, участвовал в съёмках киножурнала «Наштар» и участвовал в дубляже на узбекский язык приблизительно двухсот советских и иностранных фильмов.
За заслуги перед исполнительским искусством Узбекистана, Хайрулла Сагдиев в 1980 году был удостоен почётного звания заслуженного артиста Узбекской ССР, в 1990 — звания народного артиста Узбекской ССР, в 2005 — награждён правительством Республики Узбекистан орденом «Мехнат шухрати» («Трудовая слава»).
В настоящее время работает с кинокомпанией «5-студия». С 2014 года является творческим руководителем детского киножурнала «Зумраша».
Младший брат Хайруллы Сагдиева, Ёдгор Сагдиев — также известный узбекский актёр и режиссёр, народный артист Узбекистана и кавалер ордена «Мехнат шухрати».

## Частичная фильмография
(по данным Национального агентства «Узбеккино» и портала «Кино СССР»)
- 1969 — Возвращайся с солнцем — Жингалак
- 1971 — Порыв — Мамат
- 1972 — Возраст тревог — парень в кафе
- 1970 — Семург — Навои
- 1973 — Чинара — Анвар
- 1975 — Как Хашим был большим — Хашим (взрослый)
- 1976 — Невидимки
- 1978 — Хорезмийская легенда — замученный масхарабоз
- 1978 — Подарю тебе город
- 1981 — Акмаль, дракон и принцесса — волшебный садовник («столетний старичок»)
- 1984 — Новые приключения Акмаля — волшебный садовник
- 1988 — Приключения Арслана — Страх, слуга колдуна Карашаха
- 1990 — Гончар и горшок — чайханщик
- 1996 — Маргияна
- 1998 — Шайтанат — царство бесов — Джалил
- 2000 — Алпомиш
- 2004 — Близнецы — Мухтар
- 2007 — Исчезнувший человек
- 2007 — Шима — японский капитан
- 2007 — Юрта — участковый
- 2008 — Стена дьявола
- 2009 — И это рай?
- 2010 — 24 часа — доктор
- 2010 — Свадьба на поминках
- 2011 — Летающие кони — Ибн Аль-Джаббар
- 2011 — Свинец — Абдурахмон